# Зайцев, Николай Александрович (тракторист)
Николай Александрович Зайцев (13 февраля 1936, Пруды, Челябинская область — 6 февраля 2009, Макушино, Курганская область) — тракторист совхоза «Макушинский» Макушинского района Курганской области. Герой Социалистического Труда (1976).

## Биография
Николай Александрович Зайцев родился 13 февраля 1936 года в крестьянской семье в колхозе Пруды (Братство-Равенство) Дулинского сельсовета Усть-Уйского района Челябинской области, ныне деревня Пруды входит в Целинный муниципальный округ Курганской области.
По окончании в 1955 году училища механизации № 17 (ныне ГБПОУ «Березовский агропромышленный техникум», село Советское Куртамышского муниципального округа Курганской области) трудился механизатором в Косолаповской МТС (село Косолапово, ныне Целинный муниципальный округ Курганской области), а после упразднения в 1958 году машинно-тракторных станций — механизатором в совхозах имени Томина (Косолаповский сельсовет) и «Южный» (Южный сельсовет) Усть-Уйского (с 1963 года — Целинного) района.
С 1966 года проживал в Макушинском районе, где работал трактористом, комбайнёром, бригадиром тракторной бригады в совхозе «Макушинский» Макушинского горсовета Макушинского района.
С 1968 года член КПСС.
Ежегодно перевыполнял план. Осенью 1967 года обработал на тракторе К-700 «Кировец» 900 гектаров, в 1968 году — тысячу гектаров земли. В 1976 году вспахал 2 тысячи гектаров.
Делегат XXV съезда КПСС (1976). Активно участвовал в движении механизаторов-тысячников.
Указом Президиума Верховного Совета СССР от 23 декабря 1976 года за выдающиеся успехи, достигнутые во Всесоюзном социалистическом соревновании, проявленную трудовую доблесть в выполнении планов и социалистических обязательств по увеличению производства и продажи государству зерна и других сельскохозяйственных продуктов в 1976 году удостоен звания Героя Социалистического Труда с вручением ордена Ленина и золотой медали «Серп и Молот».
С 1979 года — заведующий Макушинского госсортучастка.
Без отрыва от производства в 1982 году заочно окончил Курганский сельскохозяйственный институт, учёный-агроном.
С 1982 по 1989 год — секретарь парткома Макушинского совхоза. С 1989 года — инженер Макушинского агроснаба. В 1994—1996 годах — механик Макушинского элеватора.
После выхода на пенсию проживал в городе Макушино.
Николай Александрович Зайцев скончался 6 февраля 2009 года в городе Макушино Макушинского района Курганской области, ныне город — административный центр Макушинского муниципального округа той же области.

## Награды
- Герой Социалистического Труда — указом Президиума Верховного Совета СССР от 23 декабря 1976 года
  - Орден Ленина № 425916
  - Медаль «Серп и Молот» № 18543
- Орден Ленина, 14 февраля 1975 года
- Орден Трудового Красного Знамени, 8 апреля 1971 года
- Юбилейная медаль «За доблестный труд. В ознаменование 100-летия со дня рождения Владимира Ильича Ленина», 1970 год
- Медаль «За освоение целинных земель»
- Заслуженный механизатор сельского хозяйства РСФСР
- Победитель социалистического соревнования, дважды

## Семья
Николай Александрович Зайцев был женат. С женой Вероникой Петровной воспитал троих детей.